# Synagris analis
Synagris analis (лат.) — вид одиночных ос рода Synagris (Eumeninae).

## Распространение
Афротропика: Ангола, Замбия, Зимбабве, Камерун, Кения, Демократическая Республика Конго, Малави, Мозамбик, Сенегал, Сомали, Судан, Танзания (Танзания, Занзибар), Уганда, Центральноафриканская Республика, Эритрея, Эфиопия, ЮАР.

## Описание
Осы крупных размеров (около 2 см). Основная окраска чёрная с жёлтыми или оранжево-красными отметинами на апикальных четырёх тергитах. Характеризуются следующим сочетанием признаков: клипеус довольно матовый, удлинённо-грушевидной формы, значительно длиннее ширины, его конечная суженная часть сужена в основании, а вершина узкая и довольно круто усечённая. Наличник и части усиков и головы оранжевые или ржаво-красные у типичной формы; у подвида nigroclypeata наличник чёрный. Средние бёдра самцов отчётливо уплощены. Нижнечелюстные щупики 3-члениковые, нижнегубные состоят из 3 сегментов (формула 3,3), метанотум с боковыми выступами, заднебоковые углы проподеума образованы в виде треугольных вдавленных долей, престигма в два-три раза длиннее птеростигмы.

## Систематика
Таксон S. analis был впервые выделен в 1852 году швейцарским энтомологом Анри де Соссюром под названием Synagris analis Saussure, 1852 по типовым материалам самцов из Эфиопии. Выделяют два подвида. Таксон включён в состав подрода Hypagris и трибы Odynerini (ранее в составе подрода Paragris). Филогенетический анализ признаков показал, что вид Synagris analis  входит в состав клады сходных таксонов в следующей конфигурации (Synagris spiniventris + (Synagris analis (+ (Synagris mirabilis+Synagris calida))).
Подрод Hypagris de Saussure, 1855
- Synagris analis Saussure, 1852
  - Synagris analis analis Saussure, 1852
  - Synagris analis nigroclypeata Maidl, 1914